# Gangster Chronicles
Gangster Chronicles (Originaltitel: Pawn Shop Chronicles, Verweistitel Hustlers) ist eine US-amerikanische Filmkomödie unter der Regie von Wayne Kramer. In den USA lief der Film am 12. Juli 2013 an. In Deutschland ist er im August 2014 direkt auf DVD und Blu-ray erschienen. Es war der letzte Film mit Paul Walker, der zu seinen Lebzeiten veröffentlicht wurde.

## Handlung
Im Zentrum der Ereignisse steht ein Pfandhaus und drei sich überlappende Geschichten die durch Gegenstände initiiert werden, die in dem Pfandhaus gekauft oder verkauft wurden, einschließlich eines Gewehrs, eines Rings und eines Medaillons.
Zwei Junkies wollen einen Drogendealer bestehlen, wobei so einiges gehörig schiefgeht und am Ende alles explodiert. Richard entdeckt in einem Pfandhaus den Schmuck seiner seit sechs Jahren verschwundenen Frau. Seine Suche führt zu einer Farm, deren pornografiesüchtiger Besitzer Johnny (Elijah Wood) eine Menagerie nackter, entführter Frauen unterhält, die wie wilde Tiere in Käfigen gefesselt sind und sich in ihrem eigenen Dreck winden. Der erfolglose Elvis-Imitator Ricky will einen Pakt mit dem Teufel eingehen, um endlich erfolgreich zu werden.

## Hintergrund
Gangster Chronicles wurde im Juni 2012 in Baton Rouge, Louisiana, gedreht. Die Karnevalsszene des Films wurde im William and Lee Park in Port Allen (Louisiana) gedreht.
Ursprünglich sollte Fred Durst Regie führen.

## Kritiken
Der Film erhielt bei Rotten Tomatoes vorwiegend negative Kritiken basierend auf 16 Rezensionen und hat derzeit eine nur 13-prozentige Zustimmungsrate. Auch bei Metacritic erhielt der Film basierend auf 10 Bewertungen eine „generally unfavorable reviews“.
Der Filmkritiker Stephen Holden schrieb für die New York Times: „Hee Haw meets Pulp Fiction at the meth lab: That describes the style of Pawn Shop Chronicles, a hillbilly grindhouse yawp of a movie that belches in your face and leaves a sour stink.“
Eine positive Kritik kam von JoBlo.com, wo der Kritiker allerdings zugab, dass er einen etwas „verzerrten Geschmack“ hätte: „‚Pawn Shop Chronicles‘ is a wildly bizarre and politically incorrect mix of b-movie genres wrapped into one. Kramer – with the script by Minarovich – amps up the action and violence without pushing it too far – well at least for my personally warped taste.“